# A.C.P. Linde
Andreas Conrad Putscher Linde (født 30. august 1814 i København, død 3. marts 1888 sammesteds) var en dansk embedsmand. Han var søn af kammerherre, oberst Georg Linde.
Linde blev 1831 student fra Borgerdydskolen i København, 1835 juridisk kandidat, 1836 kancellist under direktionen for universitetet og de lærde skoler, 1841 tillige auditør i arméen, 1843 fuldmægtig under den nævnte direktion og 1847 chef for dennes sekretariat for Sorø Akademi og de videnskabelige realskoler, 1848 chef for Kultusministeriets sekretariat for alt det højere undervisningsvæsen m. v., 1851 konstitueret, 1853 til sin død departementschef i ministeriet, fra 1876 som dettes eneste departementschef. Desuden var han fra 1866-76 konstitueret som chef for Det Kongelige Teater og Kapel, fra 1864 generaldecisor for civillistens regnskaber, 1861-87 sekretær og bogholder ved den Hielmstierne-Rosencroneske Stiftelse, i hvis direktion han derefter fik sæde, samt fra 1864 medlem af Idiotanstaltens bestyrelse. I 1851 blev han kancelliråd, 1852 justitsråd, 1860 etatsråd, 1869 konferensråd, 1884 kammerherre, 1872 kommandør af 2. grad, 1874 af 1. grad og 1886 storkors af Dannebrogordenen.
Linde var en varmtfølende, gjennemdannet og taktfuld, om end fra karakterens side noget svag, mand, der med dybtgående kendskab til største delen af den kultusministerielle administrationsgren og med utrættelig arbejdsiver gennem en lang årrække virkede for de talrige reformer, som forberedtes og gennemførtes på åndslivets forskellige områder. Særlig alt, hvad der vedrørte den højere undervisning, lå ham på sinde, hvilket han blandt andet lagde for dagen ved udgivelsen af sine omhyggelig udarbejdede "Meddelelser fra den lærde Skole" om de herhen hørende institutioner. Hans virksomhed som chef for Det Kongelige Teater var derimod kun af ringe betydning. Den instrux, som udstedtes for den samtidig fungerende intendant Berner, var nemlig affattet således, at ikke blot hele den daglige ledelse, men overhovedet den langt overvejende myndighed var lagt i dennes hånd, medens chefen nærmest kun kunne betragtes som et mellemled imellem ham og ministeriet og som den, der repræsenterede teatret udad til.